# École polytechnique de Turin

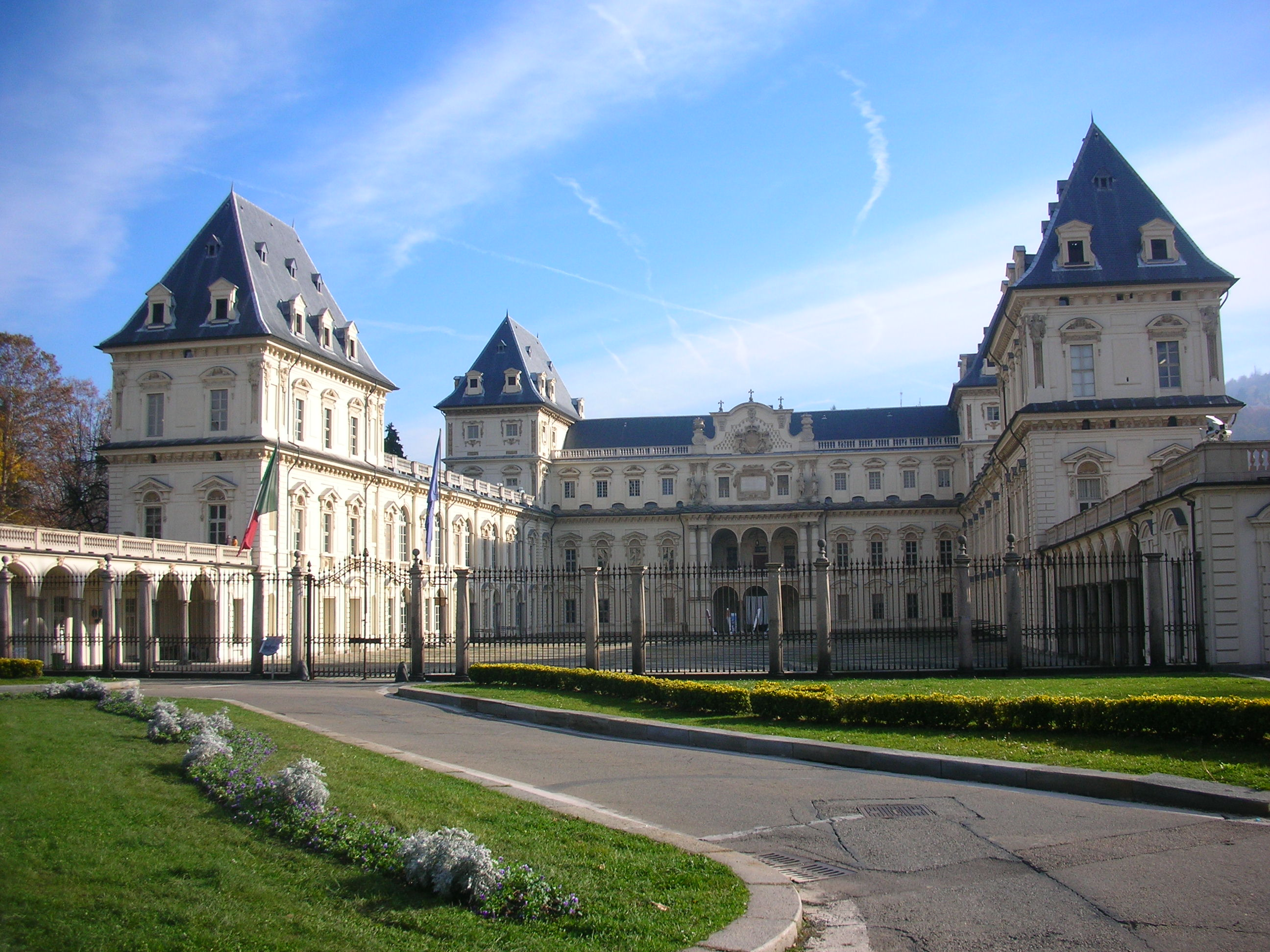
École d'architecture : Castello del Valentino.

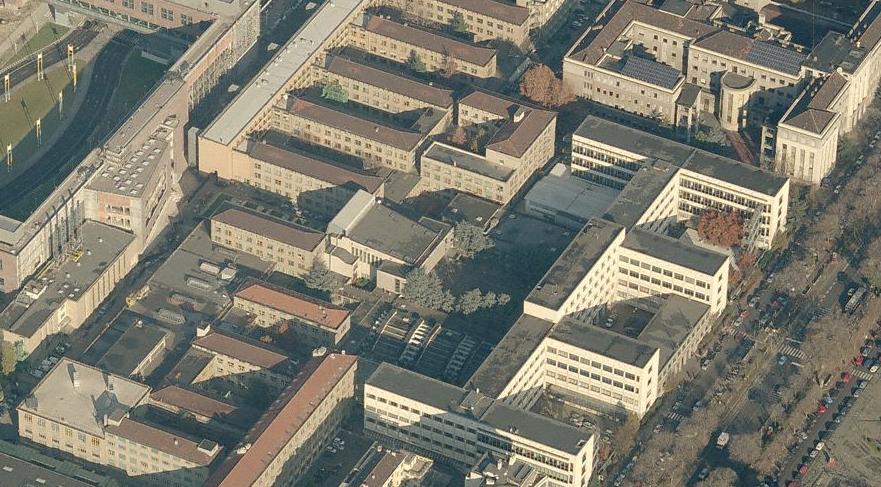
Le campus.

 (avril 2023).
L'École polytechnique de Turin (en italien, Politecnico di Torino, ou encore Polito) est une école d'ingénieurs italienne, située à Turin, consacrée aux sciences et à la technologie.

## Histoire
L'École polytechnique de Turin a été fondée en 1906, avec des racines encore plus anciennes.
La fondation en 1859 de l'« École technique pour ingénieurs », installe un établissement universitaire qui amena à la reconnaissance des études techniques dans le cadre d'études supérieures.
Le périmètre des cours d'ingénierie a été élargi durant le XXe siècle, le vaste campus du Corso Duca degli Abruzzi ouvrit en novembre 1958 afin d'accueillir ces activités.
Dans le courant des années 1990, de nouveaux campus ont été créés à Alexandrie, Aoste, Biella, Ivrée, Mondovi et Verceil.
En 2006, le nombre total d'étudiants inscrits atteint les 25 300.

## Campus
Aujourd'hui, environ 33 000 étudiants sont inscrits au Politecnico, dont 1 000 étudiants étrangers.
La ville de Turin abrite trois campus : le Castello del Valentino, sur les rives du Pô, qui reste le lieu d'enseignement principal pour l'Architecture, le lingotto qui est également consacré à l'enseignement de l'architecture, ainsi que le campus du Corso Duca degli Abruzzi qui est consacré aux sciences de l'ingénieur.
La capacité du site du Corso Duca degli Abruzzi a été pratiquement doublée par une extension récente.
Une seconde université des sciences de l'ingénieur se trouve à Verceil, on y enseigne les travaux publics, la mécanique, l'électronique, ainsi que l'informatique.

## Filières
En 2009/2010 la formation se composait de 46 cours de Bachelor of science, 39 Master of science, l'école propose aussi des Ph.D.
Les principaux cours du premier niveau sont : Architecture, Génie Civil, Mécanique, Électricité, Électronique, Automobile, Informatique, Aéronautique, Chimie, Physique, etc.
Parmi les cours de spécialisations figurent : Nanotechnologie, Nucléaire, Aérospatiale, etc.
Le Politecnico est membre de :
- The CLUSTER (Consortium Linking Universities of Science and Technology for Education and Research) : Réseaux des universités européennes de technologie.
- European Network for Training and Research in Electrical Engineering
- Top Industrial Managers for Europe (TIME) network.
- European Spatial Development Planning (ESDP).

## Liste des écoles
Les cours sont répartis en six écoles selon la spécialité :
- École d’architecture I
- École d’architecture II
- École d'ingénierie I
- École d'ingénierie II
- École d'ingénierie III
- École d'ingénierie IV

## Le complexe Lingotto
Le campus du cours d'ingénierie de l'automobile était situé jusqu'à récemment au Lingotto.
Siège du groupe Fiat, le Lingotto était une usine d'automobiles construite en 1916 et ouverte en 1923. Le design (par le jeune architecte Mattè Trucco) était unique pour l'époque. La construction des voitures s'étalait sur cinq étages, commençant au premier et finissant au dernier ou se trouve une gigantesque piste d’essai.
La remarquable piste d’essai était le plus grand complexe automobile du monde à l'époque. 80 modèles ont été construits à Fiat-Lingotto, parmi lesquels figurait la fameuse Fiat Topolino de 1936.
Dans les années 1970, le complexe devient dépassé et la décision de sa fermeture fut prise en 1982.
Un concours d'architectes a été organisé pour le réhabiliter. Ce dernier, remporté par Renzo Piano requérait de transformer l'usine en espace public pour la ville de Turin. Il a ainsi été proposé un ensemble moderne incluant un centre-commercial avec salles de cinémas, des bureaux, un centre de convention et un hôtel de luxe. Le travail de restructuration a été fini en 1989.
Le fameux complexe abrite aujourd'hui les cours de master du prestigieux programme d'architecture de l'École polytechnique de Turin.

## Aerospace Engineering
À la suite d'accords récents, ce programme se déroule dans les locaux de Alenia Space située Corso Francia à Turin. Les étudiants de la I, III, et IV école d'ingénierie ainsi que de l'architecture peuvent suivre des leçons dans ce siège. Un nouveau local est en cours de construction sur le Corso Settembrini et devrait être prêt pour l'année 2010/2011.

## Classement
Selon le classement des universités mondiales publié par l'Institut d'Éducation supérieure de l'université Shanghai Jiao Tong : le Politecnico figure parmi les trente plus prestigieuses universités au monde dans les domaines de l'informatique et des technologies de l'information. Dans l'Ingénierie Automobile il est parmi le top 5 mondial.
En 2022, le classement mondial des universités QS place les départements d'architecture et d’ingénierie du Politecnico respectivement à la 28ème et à la 33ème place des plus réputés au monde,.

## Carrière professionnelle
IL Politecnico est reconnu non seulement en Italie, mais à l'international pour la qualité de son enseignement. Les diplômés avec un titre du second cycle sont considérés comme des professionnels de très haute technicité. La plupart des diplômés trouvent un travail moins d'un an après l'obtention du diplôme.

## Partenariats industriels

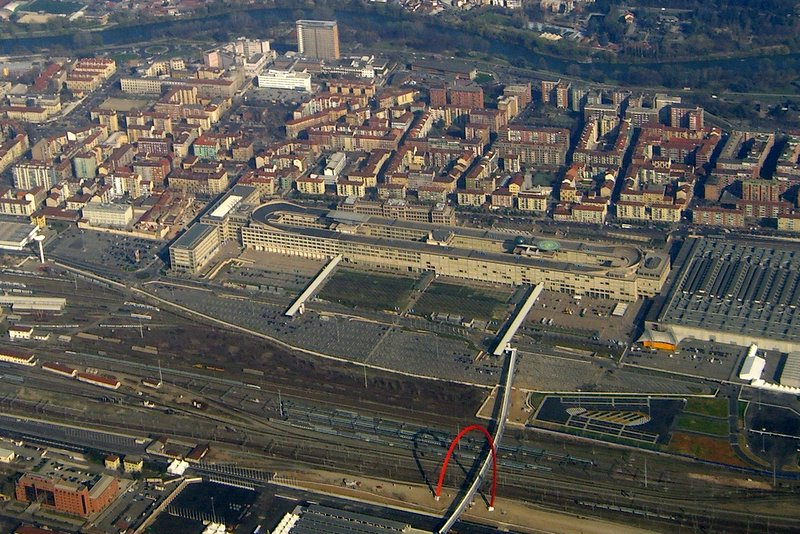
FIAT-Lingotto (vue aérienne).

L'école polytechnique de Turin a développé de nombreux partenariats avec des sociétés locales ou internationales dans le domaine de la recherche.
On dénombre environ 700 conventions annuelles avec des sociétés telles que Thales Alenia Space, Motorola, Compaq, Ferrari, Intel, General Motors, Ericsson, Schneider Electric, Fiat, Pininfarina, IBM, Microsoft, Lumia Division ou STMicroelectronics.

## Partenariats universitaires
L'école polytechnique de Turin a des liens étroits avec des écoles mondiales pour l'obtention du double diplôme, diplôme conjoint ou pour le passage d'un semestre dans le cadre du programme Erasmus. Parmi lesquelles : École nationale supérieure de mécanique et des microtechniques, ESILV, Grenoble INP, École des Ponts ParisTech, INSA Lyon, ENI, Télécom Paris, Technical University of Hamburg, SUPMECA, ENSIL, École polytechnique fédérale de Lausanne, UPM-Madrid, Université de l'Illinois à Chicago, Georgia Institute of Technology, Université de technologie de Compiègne, IPAG Business School, Université de technologie de Troyes, Athlone Institute of Technology